# Jan Havránek (politik)
Jan Havránek (20. ledna 1869 Čáslav – 11. července 1933 Praha) byl český a československý politik a meziválečný senátor Národního shromáždění.

## Biografie
Narodil se roku 1869 v Čáslavi. Vyučil se knihařem. Již v 90. letech 19. století byl aktivní v dělnickém hnutí.
Po parlamentních volbách v roce 1920 získal za Československou sociálně demokratickou stranu dělnickou senátorské křeslo v Národním shromáždění. Mandát nabyl ale až dodatečně roku 1924 jako náhradník poté, co zemřel senátor Vojtěch Zavadil.
Profesí byl místoředitelem Všeobecné Družstevní banky v Praze. Později byl ředitelem této banky a členem její správní rady. Měl titul komorního a komerčního rady. Od roku 1932 byl členem pražské obchodní a živnostenské komory.
Zemřel v červenci 1933 ve věku 64 let.